# Croscarmelosa de sodio
La croscarmelosa de sodio es un compuesto entrecruzado de carboximetilcelulosa sódica usado como desintegrante en formulaciones farmacéuticas. 
El entrecruzamiento reduce la solubilidad en agua al tiempo que permite que el material se hinche (como una esponja) y que absorba muchas veces su peso en agua. Como resultado, proporciona al comprimido una disolución y desintegración superior, mejorando así la biodisponibilidad de los componentes activos facilitando su disolución en los fluidos digestivos y su posterior absorción. La croscarmelosa de sodio es de uso muy frecuente. Es un aditivo farmacéutico aprobado por la Administración de Medicamentos y Alimentos (Food and Drug Administration, FDA) de los Estados Unidos. Su propósito en la mayoría de los comprimidos, incluyendo los suplementos dietéticos, es ayudar en su desintegración en el tracto intestinal en el lugar requerido. Si un agente de desintegración no se incluye, el comprimido podría desintegrarse muy lentamente, o en la parte equivocada del intestino, reduciendo así la eficacia de los ingredientes activos.[cita requerida]

La Croscarmelosa de sodio se realiza por inmersión de crudo de celulosa en hidróxido de sodio. Luego reaccionando cloroacetato de sodio con la carboximetilcelulosa para formar carboximetilcelulosa sódica. El exceso de sodio lentamente se hidroliza a ácido glicólico y el ácido glicólico resultante cataliza el entrecruzamiento para formar croscarmelosa de sodio.
Químicamente, la croscarmelosa de sodio es la sal de sodio de un reticulado, en parte, O-(carboximetilada) de la celulosa. 
La croscarmelosa de sodio fue utilizado por primera vez como un estabilizador en suplementos veterinarios.[cita requerida]
Como aditivo alimentario tiene el nombre carboximetilcelulosa sódica entrelazada, goma de celulosa entrelazada, y el número E E468 en la Unión Europea. La evaluación de la seguridad de su uso como aditivo alimentario  se realizó por última vez en la Unión Europea en 2018.